# Natales

Natales, é uma comuna do Chile, localizada na Província de Última Esperanza, Região de Magalhães e Antártica. A capital da comuna é Puerto Natales, a qual também é capital da província.
A comuna, localizada nas partes norte e noroeste da região, está entre os paralelos 48º90’ e 52º40’ de latitude sul e os meridianos 76º e 72º de longitude oeste. Com uma intrincada geografia, compreende grande parte do Campo de Gelo Sul, além de numerosos fiordes e canais. O grande Parque Nacional Bernardo O'Higgins ocupa a maior parte do território.
A comuna de Natales foi criada pelo DFL Nº 8583, de 30 de dezembro de 1927.
Segundo o censo de 2002, a população é de 19.116 habitantes, 10.068 homens e 9.048 mulheres. Com uma população rural de 2.138 habitantes e urbana de 16.978, concentrada na cidade de Puerto Natales, localizada a sudeste da comuna.
A comuna limita-se: a norte com Tortel e O'Higgins; a nordeste com a República da Argentina e com a comuna de Torres del Paine; a sul com Río Verde; a oeste com o Oceano Pacífico.
Em janeiro de 2011 cidadãos desta cidade, apoiados pelo próprio prefeito, fizeram reféns 99 turistas brasileiros, negando-lhes auxílio ou mesmo gratidão pelo apoio ao seu desenvolvimento econômico através do turismo. Como conseqüência, um movimento da sociedade civil brasileira através das redes sociais propôs um boicote ao turismo no lado chileno da Patagônia.

## Toponímia
"Natales" provêm do nome do rio homónimo: avistado em 24 de dezembro de 1894 por imigrantes alemães da região

## Divisão Administrativa
A comuna de Natales está divida nos siguientes distritos:
| Distrito          | População (Censo 2002) |
| ----------------- | ---------------------- |
| Natales           | 16.902 hab.            |
| Lago Anibal Pinto | 150 hab.               |
| Muñoz Gamero      | 118 hab.               |
| Puerto Edén       | 254 hab.               |
| Cueva del Milodón | 1.692 hab.             |

Outros povoados da comuna são Puerto Edén, Villa Dorotea, Puerto Bories, Casas Viejas e Huertos Familiares.